# Österreichischer Alpenverein
Österreichischer Alpenverein (ÖAV - frem til 2014: Oesterreichischer Alpenverein, OeAV) er den største interesseorganisation for bjergbestigning i Østrig. Hovedsædet er i Innsbruck.

## Organisation

### Sektioner
ÖAV er i inddelt i 197 sektioner. Sektionerne er uafhængige klubber, som i visse tilfælde er opstået uden for Alpenverein. "Arbejdsområdet" for en sektion indeholder infrastruktur, såsom veje og hytter. Indsatsområderne er forskellige for de enkelte sektioner, idet de i høj grad er geografisk betingede.
Der findes også akademiske sektioner i Wien, Innsbruck og Graz, som opstod af studentersammenslutninger, samt sektioner i udlandet ("Section Britannia", "Sektion Flandern"). Visse indenlandske sektioner har også lokale grupper i udlandet. "Sektion Weitwanderer" arbejder interregionalt med fjernvandreveje.

### Publikationer
ÖAV publicerer kort, vandreguides og undervisningsmateriale samt et medlemsblad "Bergauf", der udkommer fem gange årligt.

### Hytter og stier
ÖAV driver 232 hytter, såkaldte Alpenvereinshütten (pr. 31. december 2017). Med omkring 13.000 sovepladser, om sommeren cirka 1550 arbejdspladser, og hvert år omkring en million besøgende, er ÖAV Østrigs største virksomhed, hvad angår drift af overnatningssteder.  Hytter er forpagtet med oftest langvarige kontrakter, hvor forpagteren sikrer, at alle hyttens faciliteter fungerer som de skal.

### Ejendomme samt natur- og miljøbeskyttelse
Alpenverein besidder omkring 400 km² land. Landområderne er opkøbt siden begyndelsen af det 20. århundrede (for at danne naturbeskyttelsesområder), ligesom foreningen har modtaget områder som donationer. Derfor er ÖAV også blandt de største jordejere i Østrig. En stor del af disse jordområder, omkring 330 km², er beliggende i Hohe Tauern nationalpark, Østrigs første af slagsen, hvor ÖAV har den største andel af området, og parken ville ikke eksistere i dag, hvis Alpenverein ikke havde lagt en stor indsats i at få nationalparken oprettet. Nogle af de mest prominente bjerge i Østrig, Großglockner og Großvenediger findes her, tillige med Krimmlervandfaldene.. I 1988 opkøbte man 8 kvadratkilometer ved Hochalmspitze, hvor ÖAV på den måde fik forhindret, at området blev forvandlet til gletsjer-skiområde. Området er i dag også en del af nationalparken.

## Historie
Österreichischer Alpenverein blev grundlagt 1862 som den første bjergstigningssammenslutning på det europæiske fastland, og er dermed verdens næstældste efter den britiske "Alpine Club". Den blev grundlagt med indsats fra studenterne Paul Grohmann, Johann August Edmund Mojsisovics von Mojsvár og Guido von Sommaruga, samt flere i startfasen. Den 19. november 1862 fandt den stiftende generalforsamling sted i det østrigske videnskabsakademi under ledelse af Eduard Fenzl, som også blev valgt til første bestyrelse.
Fra 1873 til 1938 blev der dannet mere end 400 sektioner i Tyskland, Østrig og (efter første verdenskrig) i Tjekkoslovakiet under navnet DuOeAV. I 1891 oprettede man også en tjeneste for gletschermålinger.I år 1914 havde DuOeAV allerede mere end 100.000 medlemmer.

### Mellemkrigstiden
I mellemkrigstiden fik Alpenverein nazistiske og antisemitiske tendenser, hvilket man ikke er så stolt af den dag i dag. I nogle sektioner benyttede man allerede i begyndelsen af det 20. århundrede en såkaldt arierparagraf, der fastlagde, at der kun kunne optages medlemmer med såkaldt "arisk" afstamning, og i 1907, hhv. 1910 forbød den Akademiske Sektion Wien og Sektion München, at jøder kunne blive medlemmer, andre sektioner fulgte efter. I 1921 blev den nationalsocialistiske Eduard Pichl formand for Sektion Østrig af DuÖAV og begyndte at håndhæve antisemitisme. I samme år blev Sektion Donauland grundlagt, hvor mange ekskluderede jødiske klatrere samlet sig. I 1924 blev denne sektion udelukket fra paraplyforeningen, og 98 af de 110 østrigske sektioner indførte formelt arierparagraffen. Jøderne måtte således hverken blive medlem eller benytte Alpenvereinshütten.

### 1938-1945
Efter Anschluss i marts 1938 blev alle bjergbestigningsforeninger samlet, og i maj 1938 fik navnet Deutscher Alpenverein (DAV). Frem til krigens afslutning blev det anset som et fagforbund under Reichsbund für Leibesübungen i NSDAP. Formanden på det tidspunkt var den tidligere østrigske kansler Arthur Seyß-Inquart, en overbevist nationalsocialist og antisemit.

### Efterkrigstiden
I 1945 blev Oesterreichische Alpenverein (OeAV) dannet fra grunden igen. Indtil gendannelsen af den tyske Deutscher Alpenverein (DAV) i 1952 forvaltede OeAV tyske aktiver og jordområder, samt hytterne.